# 磁山文化博物馆
磁山文化博物馆全称中国磁山文化遗址博物馆，位于河北邯郸武安磁山遗址西北侧台，因首在武安磁山发现而得名。磁山被确认为是世界上粮食、粟、家鸡和中原核桃最早发现地。磁山文化是东方文明的发祥地之一，是中华文明之源。磁山文化遗址是1972年新发现的一处新石器早中期文化遗存，填补了中国新石器时代研究的空白，博物馆最早建于1994年，经过五次改扩建，于2011年10月建成开放，占地面积100亩，展馆建筑面积9300平方米。